# النظرية التأويلية للترجمة
النظرية التأويلية في الترجمة  (ITT) هي أحد مفاهيم دراسات الترجمة . أسستها باحثة الترجمة الفرنسية والرئيسة السابقة للمدرسة العليا للمترجمين الفوريين والمترجمين في باريس (ESIT) دانيكا سيليسكوفيتش في السبعينات. فطعنت مترجمة المؤتمرات  سيليسكوفيتش في الرأي السائد آنذاك بأن الترجمة ليست إلا نشاط لغوي ، يتم فيه فقط تحويل اللغة إلى لغةٍ أخرى. ووصفت الترجمة بأنها عملية ثلاثية: من لغة إلى معنى ومن معنى إلى لغة أخرى. فقد صاغت اسم النظرية التفسيرية للترجمة و أدخلت عملية الترجمة في منطقة واسعة من البحث المعرفي، حتى قبل أن تصبح دراسات الترجمة مجالًا بحد ذاتها. سعت سيليسكوفيتش لكتابة أطروحة الدكتوراه لتتحقق من ملاحظاتها الأولية التي جمعتها كمترجمة فورية، وسرعان ما انضم إليها عدد قليل من مترجمي المؤتمرات المهتمين بالبحث في (ESIT).

## المبادئ الأساسية
وفقًا للنظرية التأويلية في الترجمة ، تنقسم عملية الترجمة إلى ثلاث مراحل : الفهم ، والتفريغ ، وإعادة الصياغة. ويلعب التفريغ دورًا جوهريًا بين كل من الفهم وإعادة الصياغة . طُورت النظرية لأول مرة بناءً على الممارسة التجريبية ومراقبة الترجمة الشفهية، فالترجمة الشفوية تساعد على فحص العملية المعرفية للترجمة بالتفصيل بشكل أفضل من الترجمة الكتابية. فيتلاشى الكلام الشفوي لأن الصوت يختفي على الفور ولكن يبقى المعنى، وتُظهر صياغة الترجمة للمترجمين الفوريين بوضوح أن المعنى نتيجة الفهم ، والذي يتكون من عنصرين: معاني اللغة السياقية والمكملات المعرفية. وهكذا بدأت النظرية التأويلية بدراسة الترجمة الشفوية مع التركيز على الفهم، وسرعان ما أدرك المترجمون وعلماء الترجمة صحة النظرية بالنسبة للترجمة الكتابية أيضًا وواصلوا توسيعها لتشمل دراسة النصوص البراغماتية والتقنية والأدبية. وجدت النظرية تفسيرًا للفهم في مبدأ الاستيعاب/التكيف لبياجيه، والذي وفقًا له، نضم المعلومات الجديدة مع المعرفة السابقة وتتكيف هذه المعرفة السابقة مع الوضع الجديد. فالفهم يعني إضافة المزيد من المعرفة اللغوية للعلامات اللغوية ، وهذه المعلومات الجديدة تثري باستمرار المعرفة اللغوية الإضافية. وقد وثق فلاسفة اللغة وعلماء النفس  هذه الحقيقة في دراساتهم عن الفهم. فتُقر النظرية أن المعنى لا يرد في أي لغة أو نص في حد ذاته ولكنه ينشأ من الإشارات التي تقدمها لغة النص المكتوب أو الخطاب الشفوي مع المدخلات المعرفية من القارئ أو المستمع الهدف. وقد أيد باحثون مختلفون فيما بعد هذا الرأي.

## روابط خارجية
- الرابطة الدولية لمترجمي المؤتمرات AIIC
- جمعية دانيكا سيليسكوفيتش